# John Morrison (catch)
Pour les articles homonymes, voir Morrison et John Morrison.
John Randall Hennigan (né le 3 octobre 1979 à Palos Verdes Estates, Californie) est un catcheur américain. Il travaille actuellement à la Lucha Libre AAA Worldwide, sous le nom de John Superstar.
Il est aussi connu pour son travail à la World Wrestling Entertainment de 2004 à 2011, et de 2019 à 2021.
Hennigan est engagé par la WWE en 2003 sous le pseudonyme de Johnny Blaze après avoir remporté ex æquo le programme de télé-réalité Tough Enough. Sa carrière est réellement lancée grâce à son alliance avec Joey Mercury et Melina, avec qui il forme l'équipe MNM (il change peu de temps avant son pseudonyme pour Johnny Nitro). L'équipe, employée à Smackdown!, remporte trois fois les championnats par équipe de la WWE, avant de se séparer en mars 2007 lorsque Mercury est renvoyé de la fédération. Nitro, drafté avec Melina à Raw, remporte le titre intercontinental à deux reprises.
Il intègre plus tard la division ECW, où il remporte le championnat de la ECW. Après avoir changé son pseudonyme pour John Morrison durant son règne et avoir perdu le titre, Hennigan forme une équipe avec The Miz. Ensemble, ils remportent une fois les championnats par équipe de la WWE et une fois les championnats du monde par équipe, mais perdent ces derniers titres à WrestleMania XXV en tentant de devenir les tout premiers champions unifiés par équipe.
Son passage à SmackDown! en 2009 s'accompagne de son retour à la compétition en solo. Il change à plusieurs reprises de divisions, remporte le titre intercontinental pour la troisième fois et tente à plusieurs reprises de remporter le championnat de la WWE, sans succès, jusqu'à son départ de la fédération en 2011.

## Carrière

### World Wrestling Entertainment(2002-2011)

#### Tough Enough (2002-2004)
En 2002, il participe à la troisième saison de l'émission de télé réalité de la World Wrestling Entertainment (WWE) et MTV, WWE Tough Enough.
Il est déclaré covainqueur (avec Matt Cappotelli), se voit remettre un contrat avec la WWE et est envoyé à la Ohio Valley Wrestling (OVW) pour poursuivre son entraînement. Il fait son premier match à la WWE le 27 janvier 2003 à Raw où il affronte Matt Cappotelli, mais le match se conclut sans vainqueur à la suite de l'intervention de Chris Nowinski suivie de l'attaque de Tommy Dreamer sur Hennigan et Cappotelli.

#### Assistant d'Eric Bischoff (2004)
En mars 2004, Hennigan fait ses débuts à RAW en tant qu'apprenti et assistant du General Manager de cette division, Eric Bischoff, sous le nom de Johnny Johnny. La semaine suivante son nom est changé en Johnny Spade, puis trois semaines après en Johnny Nitro. Ces deux noms — Johnny Spade et Johnny Blaze — ont déjà été utilisés avant Hennigan, respectivement par un catcheur indépendant et un personnage de bande dessinée de Marvel.
Le nom Nitro est une référence à l'émission Monday Nitro, l'émission principale de l'ancienne World Championship Wrestling que Bischoff a dirigé, ce qui l'amène à utiliser le thème musical de Nitro pour son entrée.
Il joue ce rôle jusqu'en juin où il est renvoyé à l'OVW après son match face à Eugene qui prévoit son retour en cas de défaite.[Quoi ?]

#### MNM (2004-2007)

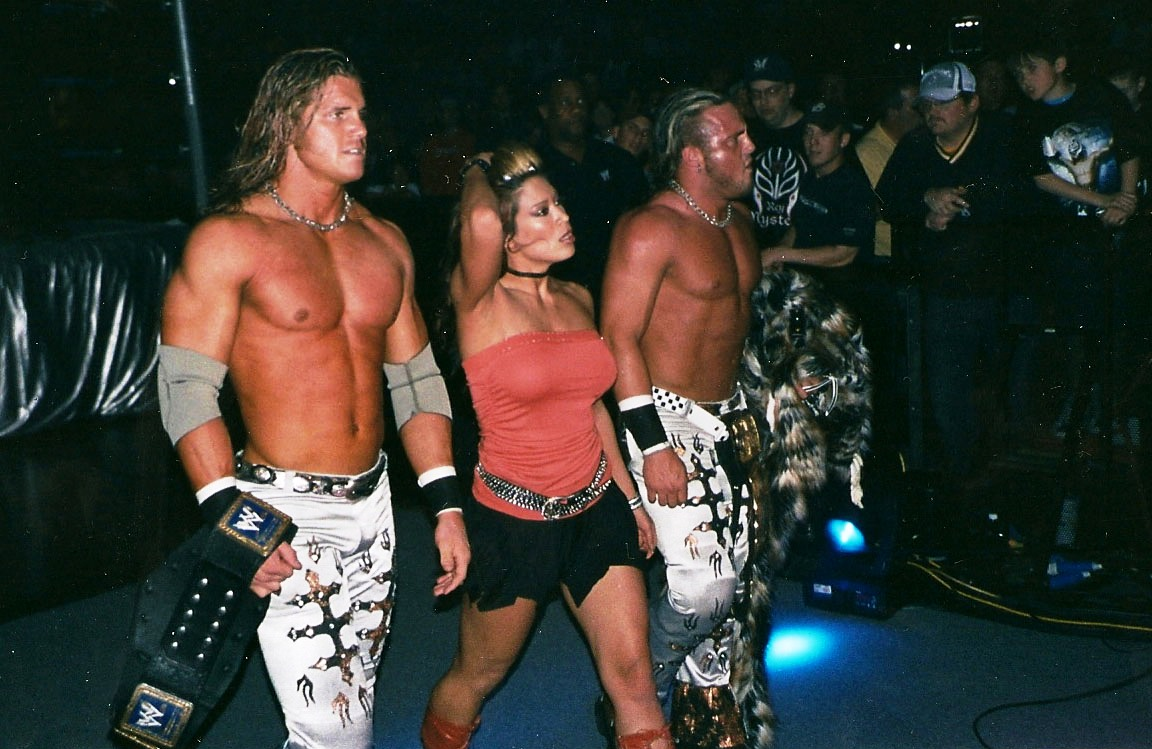
MNM : Nitro (gauche), Melina (centre) et Mercury (droite) en tant que Champions par équipes de la WWE.

Peu de temps après son retour à l'OVW, il forme l'équipe MNM. Les MNM catchent à la OVW pendant près d'un an, remportant le OVW Southern Tag Team Championship une fois, avant d'êtres appelés à SmackDown en avril 2005. Ensemble, ils remportent le WWE Tag Team Championship trois fois, et ce dans leur première année.
À Judgment Day 2006 en mai, MNM perd son titre contre Paul London et Brian Kendrick.
La semaine suivante, Nitro (avec Melina) débute à Raw par une défaite face au champion de la WWE John Cena. Nitro se tourne ensuite vers le championnat intercontinental, battant le champion Shelton Benjamin lors de l'édition 2006 de Vengeance dans un match triple menaces, qui implique aussi Carlito. Il perd cette ceinture quatre mois plus tard face à Jeff Hardy le 2 octobre à RAW.
Nitro récupère le titre intercontinental de Jeff Hardy le 6 novembre quand son ancien ami et General Manager pour l'occasion, Eric Bischoff, fait recommencer un match où Nitro avait été disqualifié. La semaine suivante, Hardy récupère la ceinture.
En novembre 2006, MNM se réunit à RAW et perd ensuite face aux Hardys (Matt et Jeff) lors de ECW December to Dismember. La rivalité s'intensifie à la suite de la blessure réelle de Mercury à Armageddon en décembre lors du Fatal 4 Way Tag Team Ladder match les opposant à Paul London et Brian Kendrick, The Hardyz, William Regal et Dave Taylor. MNM poursuit son parcours jusqu'au renvoi de Mercury de la WWE en mars 2007.
Sans Mercury, Nitro est mis en équipe avec Kenny Dykstra jusqu'au WWE Draft annuel, durant laquelle Nitro est envoyé à l'Extreme Championship Wrestling et Dykstra à SmackDown!.

#### Champion de l'ECW (2007)

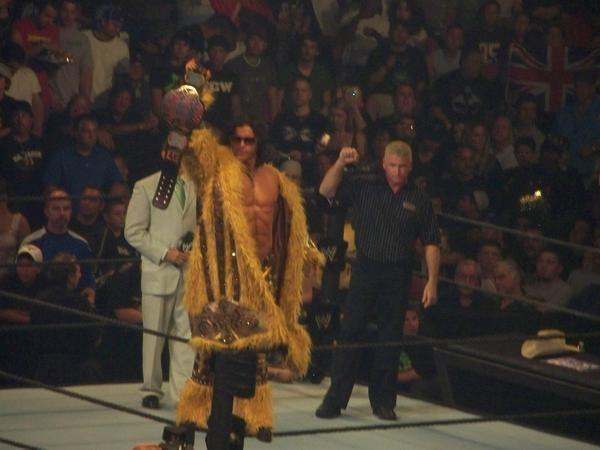
John Morrison en tant que champion de la ECW.

Nitro fait ses débuts à l'Extreme Championship Wrestling (ECW) le 19 juin 2007 avec une victoire sur Nunzio. La semaine suivante, il remplace Chris Benoit pour son match contre CM Punk pour le championnat du monde de l'ECW, alors vacant, à Vengeance 2007, le battant pour devenir le premier membre issu de Tough Enough à remporter un titre mondial à la WWE.
Le 17 juillet 2007, au show des 15 ans de Raw, Nitro se présente lui-même avec son nouveau nom, John Morrison, et s'auto-proclame le « Guru of Greatness ». Il a désormais le look d'une «Rockstar» avec une nouvelle musique d'entrée et un look capillaire ressemblant à Jim Morrison. Sa prise de finition, le Moonlight Drive, est directement inspirée de la chanson éponyme du groupe The Doors dont le chanteur était Jim Morrison.
Après sa victoire à The Great American Bash 2007, où il conserve son titre contre CM Punk, il lance le segment 15 Minutes of Fame  lors d'une émission de la ECW où il accorde un match de championnat au catcheur qui arriverait à le battre ou au moins résister pendant 15 minutes. CM Punk réussit ce défi mais est battu à SummerSlam, Morrison s'aidant des cordes pour tricher lors du tombé. La semaine suivante CM Punk devient de nouveau aspirant au titre et le remporte lors de l'émission du 1er septembre. En effet, Morrison se retrouve impliqué dans une affaire de dopage et est suspendu pour 30 jours. À son retour, il reprend sa rivalité avec CM Punk ainsi qu'avec The Miz qui est aussi  à la poursuite du titre.

#### Alliance avec The Miz et Champion par équipe (2007-2009)

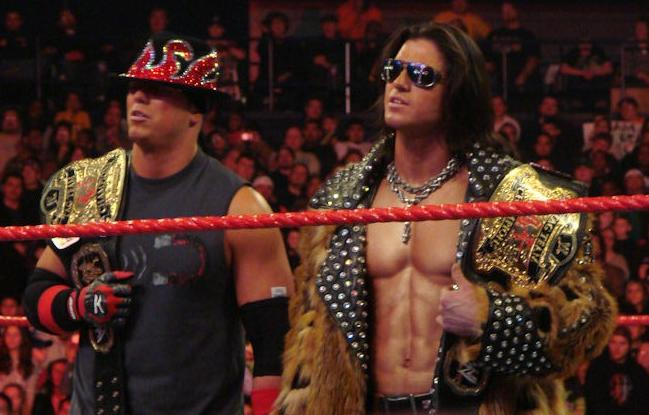
The Miz (à gauche) et Morrison (à droite), les Champions du Monde par équipes de la WWE.

Pourtant rivaux, The Miz et John Morrison font équipe le 16 novembre à SmackDown et remportent le championnat par équipe de la WWE face à Matt Hardy et Montel Vontavious Porter. Aux Survivor Series, Miz et Morrison perdent leur Triple Threat Match face à CM Punk pour le championnat de l'ECW. Après cette défaite, la rivalité entre les deux partenaires prend fin. Ils défendent leur titre à de nombreuses reprises pendant les neuf mois suivants. Ils finissent par le perdre face à Curt Hawkins et Zack Ryder, au Great American Bash dans un
Fatal Four-Way Match incluant aussi Jesse, Festus, Finlay et Hornswoggle.
Le 8 décembre 2008, The Miz et John Morrison remportent les Slammy Awards pour la meilleure équipe de l'année et le meilleur contenu web sur le site WWE.com. Le 13 décembre, ils remportent le championnat du monde par équipe en battant CM Punk et Kofi Kingston dans un house show. Ils commencent ensuite une rivalité contre Carlito et Primo, les champions par équipe de la WWE. Leur feud culmine à WrestleMania XXV dans un Tag Team Lumberjack Match pour unifier les titres par équipe. Primo et Carlito remportent ce match.
Lors de la Draft 2009 le 13 avril, The Miz affronte Kofi Kingston, mais John Morrison intervient et disqualifie le Miz. Ce combat amène The Miz à Raw, ce qui dissout leur équipe.

#### Intercontinental Champion (2009-2010)

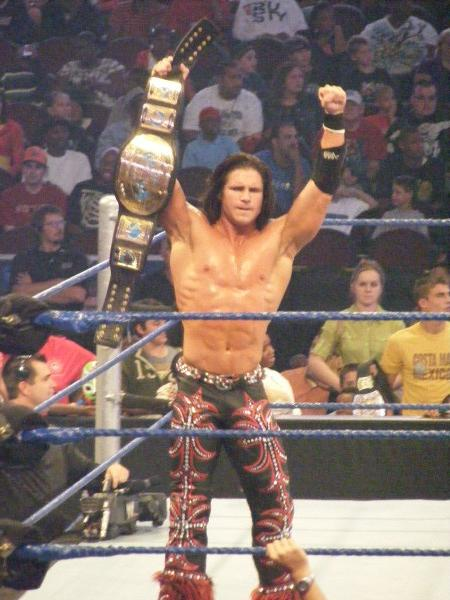
John Morrison durant son 3e règne de Champion Intercontinental.

Le 15 avril 2009, il est transféré à SmackDown au cours du draft supplémentaire.
Il débute à SmackDown le 17 avril en battant R-Truth. Il effectue un Face Turn le 1er mai en battant Shelton Benjamin et en attaquant Chris Jericho. Il entame une rivalité avec Shelton Benjamin et Charlie Haas qui se finit par un affrontement entre Shelton et lui qu'il bat lors de Judgment Day.
Lors du SmackDown du 4 septembre, il bat Rey Mysterio et remporte le WWE Intercontinental Championship.
Lors de Hell in a Cell (2009), il conserve son titre face à Dolph Ziggler.

À Bragging Rights (2009), il perd son match face à The Miz. À Survivor Series, sa Team perd contre la Team Miz. À TLC (2009), il perd son titre contre Drew McIntyre.

#### Alliance avec R-Truth (2010-2011)

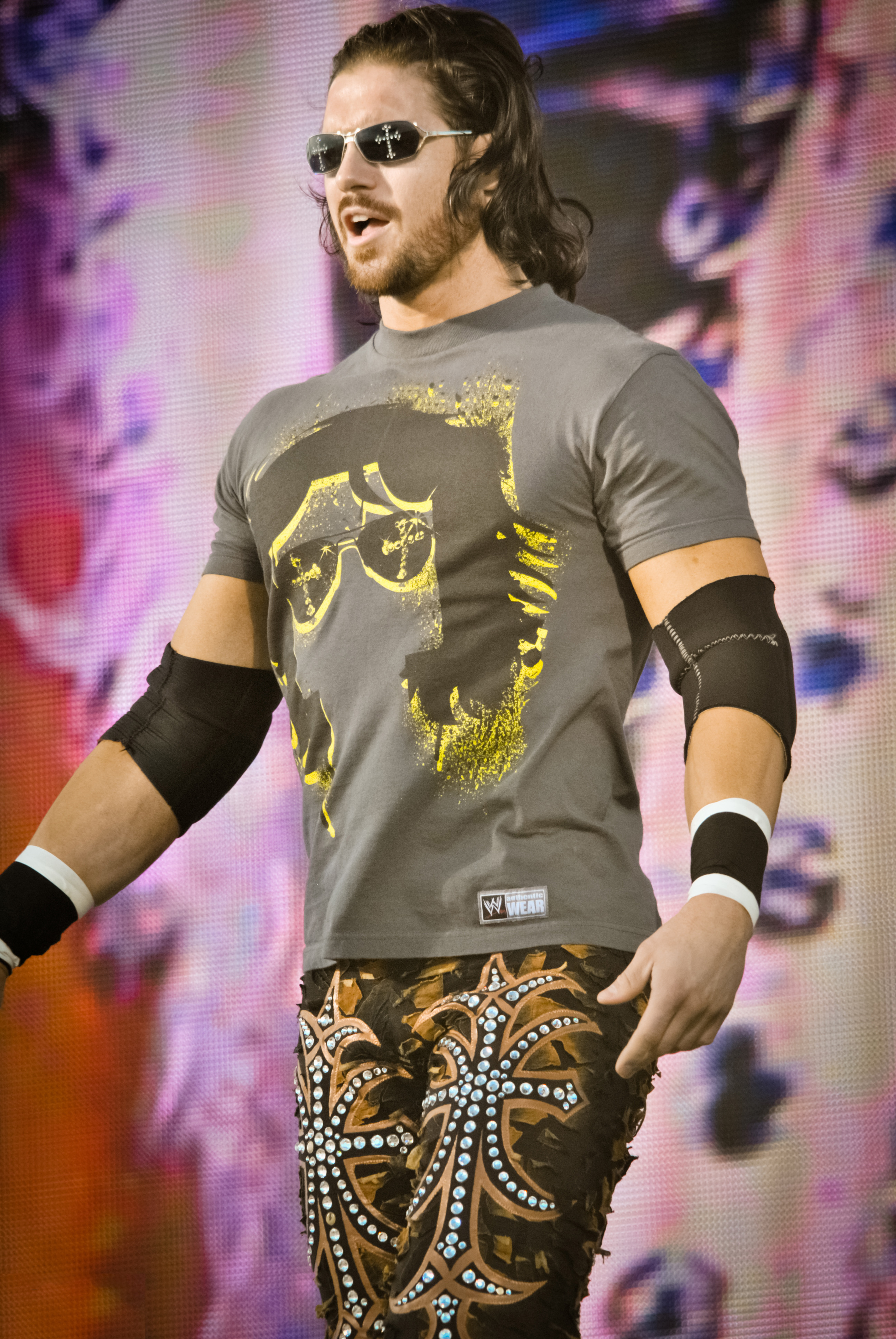
John Morrison en décembre 2010.

Durant l'année 2010, il forme une équipe avec R-Truth. Il participe au Royal Rumble 2010 dans le 30-Man Royal Rumble match, il entre en 11e et se fait éliminer en 23e par Shawn Michaels.
Lors d'Elimination Chamber, il est éliminé par The Undertaker dans l'Elimination Chamber match. La victoire et le titre poids lourd allant à Chris Jericho.
Lors d'Extreme Rules (2010), il fait équipe avec R-Truth dans un Gauntlet Tag Team Match contre ShowMiz pour être challenger aux Unified Tag Team Championship en entrant en premier mais perdent par disqualification car il n'a pas cassé sa prise de soumission sur Big Show.
Lors du draft le 26 avril 2010 il est drafté à Raw avec son coéquipier R-Truth.
Lors de la saison 2 de NXT, il est le pro d'Eli Cottonwood. Lors de Money in the Bank, il participe sans succès au Money in the Bank Ladder Match de Raw.
Lors de SummerSlam, il gagne avec la Team WWE (John Cena, Chris Jericho, Edge, Bret Hart, R-Truth Daniel Bryan et lui) face à la Nexus.
Lors de Hell in a Cell, Morrison affronte Daniel Bryan et The Miz dans le premier Triple Threat Submissions Count Anywhere Match de l'histoire de la fédération pour le United States Championship, mais échoue une nouvelle fois.

#### Diverses rivalités et départ  (2010-2011)

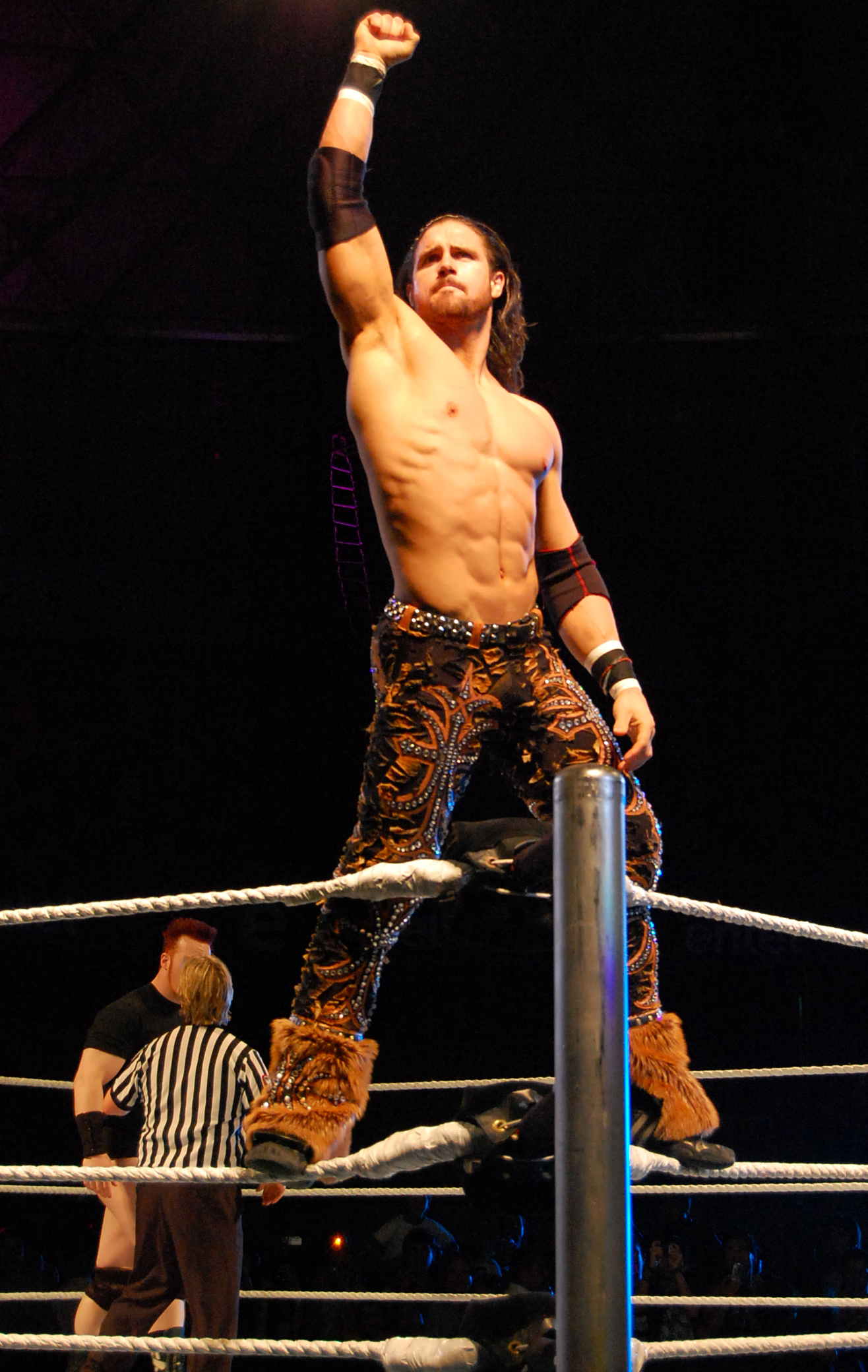
John Morrison au Chili en 2011.

Après la défaite de l'équipe de Raw dont il fait partie lors de Bragging Rights, il entame une rivalité avec Sheamus qu'il bat lors des Survivor Series. Il participe ensuite au tournoi King of the Ring : il arrive jusqu'en finale en battant successivement Tyson Kidd, Cody Rhodes et Alberto Del Rio avant de perdre contre Sheamus. Lors de TLC: Tables, Ladders and Chairs, il bat Sheamus dans un Ladder Match pour devenir pour la première fois challenger au WWE Champion, détenu par The Miz.
Lors du Raw du 3 janvier 2011, il perd son match de championnat, un Falls Count Anywhere match, où le Miz le bat pour conserver le titre. Lors d'Elimination Chamber (2011), il perd au profit de John Cena dans un Elimination Chamber Match qui comprenait aussi King Sheamus, Randy Orton, CM Punk et R-Truth.
À WrestleMania XXVII, il fait équipe avec Trish Stratus et Snooki contre Dolph Ziggler et LayCool dans un 6-Man Mixed Tag Team Match, match que son équipe gagne.
Lors de Raw du 18 avril, il bat R-Truth et lui prend sa place dans le Triple Threat Match pour le WWE Championship à Extreme Rules 2011, ce qui met également fin a leur amitié. Lors d'Extreme Rules, il affronte John Cena et The Miz dans un Triple Threat Steel Cage Match pour le titre que Cena remporte. Durant le match, alors que Morrison allait gagner, R-Truth intervient et s'en prend à lui violemment. Il risque d'être absent 4 à 6 semaines pour cause de blessure au cou et à l'épaule lors d'un house show. 
Le 25 juillet à Raw, il fait son retour et attaque R-Truth. Lors de SummerSlam (2011), il fait équipe avec Rey Mysterio et Kofi Kingston et bat The Miz, Alberto Del Rio et R-Truth.
Lors de Night of Champions (2011), il affronte Dolph Ziggler, Alex Riley et Jack Swagger pour le United States Championship mais Ziggler conserve son titre. Lors de Hell in a Cell, il perd contre Cody Rhodes pour le WWE Intercontinental Championship. Lors des Survivor Series (2011), il perd contre Dolph Ziggler à cause d'une intervention de Vickie Guerrerro et ne remporte pas le United States Championship.
Son contrat prend fin le 30 novembre 2011.

### Circuits indépendants (2012-2019)
Après avoir quitté la WWE, Hennigan a commencé à utiliser son vrai nom pour la lutte. Sur sa première apparition de la lutte après la WWE, Hennigan a rallumé une vieille rivalité affrontant Shelton Benjamin dans le Main Event de la World Wrestling Fan Xperience (WWFX) Champions Showcase Tour à Manille, aux Philippines le 4 février 2012. Hennigan a remporté le match pour devenir le premier WWFX Heavweight Champion.
Le 21 juin 2013, Hennigan a battu Carlito à la FWE Welcome to the Rumble II, remportant le FWE Heavyweight Championship. Le 11 mars 2015, il perd son titre contre A.J. Styles. Hennigan établi le plus long record de ce championnat (soit 628 jours).
Le 28 janvier 2017, Morrison remporte un tournoi lors d'un événement de 5 Star Wrestling pour le 5 Star Wrestling Championship, battant Moose, Drew Galloway et Rey Mysterio pour conserver le titre.
Le 2 juin, Hennigan battu Rob Van Dam pour devenir le Pacific Coast Wrestling Heavyweight Champion.
Le 8 février 2018, il perd le 5 Star Wrestling Title contre Jack Hager.

### Lucha Underground (2014-2019)
En septembre 2014, il est annoncé qu'Hennigan vient de signer avec la Lucha Underground, où il luttera sous le nom de Johnny Mundo. Il fait son premier match au cours du 1er épisode de la Lucha Underground le 29 octobre, et bat Prince Puma. La semaine suivante, Mundo et Puma se vengent en remportant un match par équipe face à Cortez Castro et Mr Cisco. Mundo bat Prince Puma et Big Ryck dans le main event le 10 décembre 2014, dans un match d'échelle, pour finalement remporter les 100 000 $ où il a été refusé au début de la Lucha Underground. 
Le 25 mai 2016, Taya révèle à PJ Black et Jack Evans que leur partenaire Fénix a été blessé par Mundo. Mundo se révèle comme étant le remplaçant de Fénix pour leur match. Plus tard dans la soirée, lui, Jack Evans et PJ Black battent Dragon Azteca Jr., Prince Puma et Rey Mysterio et remportent les Lucha Underground Trios Championship, leur premier championnat pour chacun dans la Lucha Underground . 
Lors de Ultima Lucha Dos, ils perdent les titres contre Aero Star, Drago et Fénix.
Le 26 octobre, il bat Sexy Star et remporte le Gift of the Gods Championship,. Le 23 novembre, il encaisse son Gift of the Gods Championship contre Sexy Star et la bat pour remporter le Lucha Underground Championship et devient par la même occasion le deuxième Triple Crown Champion de la Lucha Underground, qu'il perdra contre Prince Puma à Ultima Lucha Tres.

### Asistencia Asesoría y Administración (2015-2018)
Le 24 mai, il participe aux Lucha Libre World Cup. Son équipe est composée de lui-même, Ken Anderson et Matt Hardy. Ils perdent en finale contre Alberto El Patrón, Myzteziz et Rey Mysterio Jr. Lors de Verano de Escándalo, lui, El Mesías et Pentagón Jr. perdent contre Myzteziz, La Parka et Rey Mysterio Jr. Le 20 septembre, il rejoint "La Sociedad". Lors de Héroes Inmortales IX, il perd contre Alberto El Patrón par disqualification et ne remporte pas le AAA Mega Championship.
Il participe à la Lucha Libre World Cup 2016 en tant que membre de la "Team Lucha Underground" aux côtés de Chavo Guerrero Jr. et Brian Cage, en battant la "Team Mexique Leyendas" (Blue Demon Jr., Canek et La Parka) dans les quarts de finale, et la "Team Mexique International" (Rey Mysterio Jr., Dr. Wagner Jr. et Dragon Azteca Jr.) dans les demi-finales. L'équipe de Mundo remporté le tournoi en battant "Team AAA" (Pentagón Jr., El Texano Jr. et Psycho Clown) en finale[réf. souhaitée]. Lors de Triplemanía XXIV, il bat Pentagón Jr. et remporte le AAA Latin American Championship. Lors de Heroes Inmortales X, il conserve son titre contre Garza Jr.. Lors de Guerra de Titanes 2017, il conserve son titre contre Pentagón Jr.. Lors de Rey de Reyes, il conserve son titre contre El Texano Jr. et El Hijo del Fantasma dans un Three Way Match et remporte également les AAA Mega Championship et AAA World Cruiserweight Championship de ces derniers. 
Lors de Guerra De Titanes 2018, il perd le AAA World Heavyweight Championship contre Rey Wagner.

### Global Force Wrestling / Impact Wrestling (2017-2019)
Lors de l'Impact Wrestling du 24 août, il fait ses débuts télévisés à la fédération sous le nom de Johnny Impact et participe au 20 man Gauntlet Match pour le vacant GFW Global Championship en entrant en 13e position mais se fait éliminer par Eli Drake.
Lors de Bound for Glory (2017), il perd contre Eli Drake à la suite d'une intervention de Alberto El Patron et ne remporte pas le GFW Global Championship.
Le 8 mars lors de Crossroads 2018, il perd contre Austin Aries et ne remporte pas le Impact World Championship.
Le 22 juillet lors de Slammiversary, il remporte un Fatal-4 Way match incluant Fenix, Petey Williams et Taiji Ishimori.

#### Impact World Champion (2018-2019)
Le 14 octobre lors de Bound for Glory, il bat Austin Aries et remporte le championnat du monde de Impact.
Le 15 février 2019 lors de Uncaged, il conserve son titre au cours d'un 4-Way match en battant Moose, Killer Kross et Brian Cage.  
Lors de Impact Rebellion, il perd son titre contre Brian Cage au cours d'un match arbitré par Lance Storm.

### Retour à la World Wrestling Entertainment (2019-2021)
Le 26 septembre 2019, Mike Johnson, de Pro Wrestling Insider, a annoncé que John Morrison avait signé un nouveau contrat avec la WWE et avait été confirmé le 3 décembre dans l'émission WWE Backstage,,. 

#### Retour, alliance avec The Miz et champion par équipe deSmackDown(2020)
Le 3 janvier 2020, il effectue son retour à SmackDown sur la FOX. Le 26 janvier au Royal Rumble, il entre dans le Royal Rumble masculin en 5e position, mais se fait éliminer par Brock Lesnar. Le 27 février à Super ShowDown, le Miz et lui deviennent les nouveaux champions par équipe de SmackDown en battant Kofi Kingston et Big E.
Le 8 mars à Elimination Chamber, ils conservent leurs titres en battant les Usos, le New Day, les Dirty Dawgs, Heavy Machinery et Lucha House Party dans un Elimination Chamber Match.
Le 4 avril à WrestleMania 36, il conserve les titres en battant Kofi Kingston et Jimmy Uso dans un Triple Threat Ladder Match. Le 17 avril à SmackDown, le Miz ne conserve pas les titres, battu par Big E dans un Triple Threat Match, qui inclut également Jey Uso.
Le 14 juin à Backlash, le Miz et lui ne remportent pas le titre Universel de la WWE, battus par Braun Strowman dans un 2-on-1 Handicap Match.

#### Draft àRawet départ (2020-2021)
Lors du Draft, ils sont annoncés être transférés au show rouge par Stephanie McMahon. Le 22 novembre lors du pré-show aux Survivor Series, il ne remporte pas la Dual Brant Battle Royal, battu par le Miz.
Le 31 janvier 2021 au Royal Rumble, il entre dans le Royal Rumble masculin en 11e position, mais se fait éliminer par Damian Priest. Le 21 février lors du pré-show à Elimination Chamber, il remporte un Fatal 4-Way Match en battant Mustafa Ali, Ricochet et Elias, s'ajoutant dans le Triple Threat Match pour le titre des États-Unis de la WWE. Plus tard dans la soirée, il ne remporte pas le titre des États-Unis de la WWE, battu par Riddle dans un Triple Threat Match, qui inclut également Bobby Lashley.
Le 10 avril à WrestleMania 37, le Miz et lui perdent face à Damian Priest et Bad Bunny. 
Le 18 juillet à Money in the Bank, il ne remporte pas la mallette, gagnée par Big E. Le 23 août à Raw, le Miz fait son retour sur le ring, mais perd face à Xavier Woods. Après le combat, son désormais ex-partenaire l'attaque dans le dos, mettant ainsi fin à leur alliance.
Le 18 novembre 2021, il est renvoyé par la WWE.

### Retour à la AAA (2022-...)
Le 19 février 2022 à Rey de Reyes, il effectue son retour à la AAA, sous le nom de John Superstar, mais ne remporte pas le titre Mega de la AAA, battu par El Hijo del Vikingo.

### Retour à la Major League Wrestling (2022-...)
Le 8 décembre 2022, la Major League Wrestling annonce qu'il fera son retour lors de Blood & Thunder le 7 janvier sous le nom de Johnny Fusion.
Le 7 janvier 2023, lors de Blood & Thunder, il bat Davey Richards pour remporter le MLW National Openweight Championship pour la première fois de sa carrière.

## Palmarès

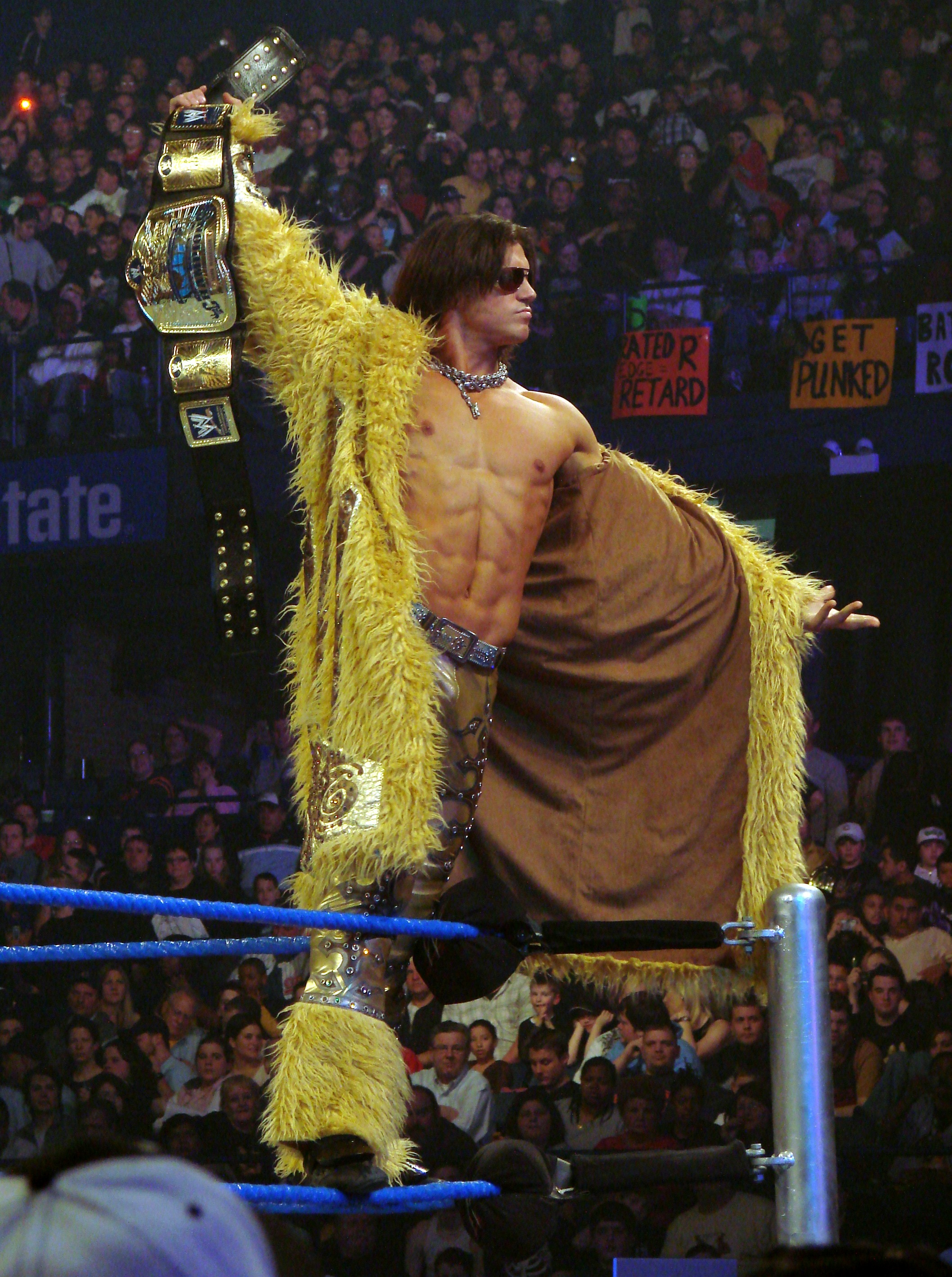
Morrison en tant que Champion par équipes de la WWE avec The Miz.

- Asistencia Asesoría y Administración
  - 1 fois AAA Mega Championship
  - 1 fois AAA Latin American Championship[45]
  - 1 fois AAA World Cruiserweight Championship
  - Lucha Libre World Cup: 2016 Men's division avec Chavo Guerrero Jr. et Cage[79]
- 5 Star Wrestling
  - 1 fois 5 Star Wrestling Champion
- Continental Wrestling Federation
  - 1 fois CWF United States Champion
- Dramatic Dream Team
  - 1 fois Ironman Heavymetalweight Championship[80]
- European Pro Wrestling
  - 1 fois EPW Heavyweight Championship
- Family Wrestling Entertainment
  - 1 fois FWE Heavyweight Champion
- Impact ! Wrestling
  - 1 fois Impact World Champion
- Lucha Underground
  - 1 fois Lucha Underground Trios Championship avec PJ Black et Jack Evans
  - 1 fois Gift of the Gods Championship
  - 1 fois Lucha Underground Championship
  - 2e Lucha Underground Triple Crown Champion
- Major League Wrestling
  - 1 fois MLW National Openweight Champion (actuel)
- Mondo Lucha
  - 1 fois Mondo Lucha Tag Team Champion avec Matt Cross (actuel)
- Next Generation Wrestling
  - 1 fois NGW World Champion
- Ohio Valley Wrestling
  - 1 fois OVW Southern Tag Team Champion avec Joey Mercury[7]
- Pacific Coast Wrestling
  - 1 fois PCW Heavyweight Championship[81]
- Qatar Pro Wrestling
  - 1 fois QPW Souq Waqif Champion (actuellement)[82]
- World Wrestling Entertainment
  - 1 fois ECW Championship[12]
  - 3 fois WWE Intercontinental Championship[83]
  - 4 fois WWE Tag Team Championship avec Joey Mercury (3) et The Miz (1)[84]
  - 1 fois WWE World Tag Team Championship avec The Miz
  - 1 fois WWE SmackDown Tag Team Championship avec The Miz[85]
  - Slammy Award 2008 de la meilleure équipe de l'année avec The Miz[86]
  - Slammy Award 2008 du meilleur contenu web sur le site WWE.com avec The Miz pour "The Dirt Sheet"[86]
  - Covainqueur de Tough Enough III avec Matt Cappotelli
  - Slammy Award la prise de finition de l'année 2011
- World Wrestling Fan Xperience
  - 1 fois WWFX Heavyweight Champion

## Vie privée
En 2018, il s'est marié avec la superstar de la Lucha Underground Taya Valkyrie.

## Récompenses des magazines
- Pro Wrestling Illustrated
  - Équipe de l'année de l'année en 2005 - avec Joey Mercury
  - Catcheur qui s'est le plus amélioré en 2009

| Année | 2004 | 2005 | 2006 | 2007 | 2008 | 2009 | 2010 | 2011 | 2012       | 2013 | 2014       | 2015 | 2016 | 2017 | 2018 | 2019 | 2020 | 2021 | 2022 | 2023 |
| ----- | ---- | ---- | ---- | ---- | ---- | ---- | ---- | ---- | ---------- | ---- | ---------- | ---- | ---- | ---- | ---- | ---- | ---- | ---- | ---- | ---- |
| Rang  | 160  | 80   | 72   | 56   | 43   | 46   | 27   | 27   | Non classé | 309  | Non classé | 32   | 62   | 24   | 47   | 29   | 100  | 284  | 185  | 303  |

- Wrestling Observer Newsletter awards
  - Équipe de l'année en 2008 avec The Miz[88]

## Filmographie

### Cinéma
| Année | Film                                  | Rôle                 | Notes                                       |
| ----- | ------------------------------------- | -------------------- | ------------------------------------------- |
| 2012  | Legion of the Black                   | Une créature d'ombre |                                             |
| 2013  | 20 Ft Below : The Darkness Descending | Razor                |                                             |
| 2014  | Ascent to Hell                        | Roman                |                                             |
| 2014  | Hercule : La Vengeance d'un Dieu      | Hercule              |                                             |
| 2015  | American Justice                      | Officier Reid        |                                             |
| 2015  | Russell Madness                       | The Hammer           |                                             |
| 2017  | Boone: The Bounty Hunter              | Boone                | Créateur, co-écrivain & producteur exécutif |

### Télévision
| Année        | Serie                              | Rôle            | Notes                    |
| ------------ | ---------------------------------- | --------------- | ------------------------ |
| 2009         | Are You Smarter than a 5th Grader? | Lui-même        |                          |
| 2010         | Destroy Build Destroy              | Lui-même        |                          |
| 2013         | NTSF:SD:SUV::                      | Sammy           | Saison 3 épisode 7       |
| 2014-présent | Lucha Underground                  | Johnny Mundo    |                          |
| 2016         | Shameless                          | Cody            | Saison 7 épisode 1       |
| 2016         | Bajillion Dollar Propertie$        | Brash Roderick  | Saison 2 épisode 7       |
| 2017         | Baby Daddy                         | Ryan Davidson   | Saison 6 épisode 3       |
| 2017         | GLOW                               | Salty the Sack  | Saison 1 épisode 1       |
| 2017         | The Last Ship                      | Ares            | Saison 4 épisode 2,7 & 8 |
| 2017         | Sharknado 5: Global Swarming       | Un ami de Nova  |                          |
| 2018         | Ninjak vs. the Valiant Universe    | Eternal Warrior |                          |
| 2022         | The Guardians of Justice           | Red Talon       |                          |